# Brenno Leone
Brenno Leone da Costa (Rio de Janeiro, 15 de março de 1993) é um ator e modelo brasileiro.

## Carreira
Começou sua carreira aos 12 anos, fazendo trabalhos como modelo. Estreou na TV na telenovela Três Irmãs, interpretando o surfista Zig Pedreira. Em 2012, Brenno participou do “Concurso de Talentos Malhação”, realizado no Caldeirão do Huck, mas não ganhou. Mesmo não tendo vencido, Brenno fez uma participação de 20 capítulos no folhetim como Rafa Marinho, um surfista enteado de Priscila Fantin.
Em julho de 2014, consagrou-se vencedor do concurso Garoto Boogie Oogie que escolheria um jovem ator para atuar na telenovela Boogie Oogie, criado pelo programa Vídeo Show.  Ele interpretou Rodrigo, um surfista de 19 anos que vive na Ipanema dos anos 1970, é o mais popular da turma e vive um romance com Daniele (Alice Wegmann).
No ano seguinte, retornou a Malhação interpretando o vilão Roger em Malhação: Seu Lugar no Mundo. Em 2016, particou da 13° temporada do Dança dos Famosos. Em 2017, interpretou Otávio na fase jovem na série A Fórmula.
Além de ator, também é musico, em 2017 formou com os amigos a banda Cooltura. Em 2018, assinou com a Record e viveu Simeão na minisérie Lia.

## Vida pessoal
Entre 2014 e 2015, namorou a atriz e modelo Gabi Lopes. Em 2016, namorou a atriz Giulia Costa.
No início de 2023, Leone criou uma página na plataforma de venda de conteúdos adultos OnlyFans, onde posta o seu dia a dia, bastidores de ensaios fotográficos e a prática de esportes como surfe e futevôlei.

## Filmografia

### Televisão
| Ano  | Título                       | Personagem      | Notas                           | Ref.          |
| ---- | ---------------------------- | --------------- | ------------------------------- | ------------- |
| 2008 | Três Irmãs                   | Zig Pedreira    |                                 | [ 3 ]         |
| 2012 | Caldeirão do Huck            | Participante    | Quadro: Concurso Malhação       |               |
| 2014 | Malhação Casa Cheia          | Rafael Marinho  | Episódios: "16–20 de fevereiro" | [ 3 ] [ 6 ]   |
| 2014 | Vídeo Show                   | Participante    | Quadro: Garoto Boogie Oogie     |               |
| 2014 | Boogie Oogie                 | Rodrigo Antunes |                                 | [ 3 ] [ 6 ]   |
| 2015 | Malhação: Seu Lugar no Mundo | Roger Veiga     | Temporada 23                    | [ 22 ] [ 23 ] |
| 2016 | Dança dos Famosos            | Participante    | Temporada 13                    |               |
| 2017 | A Fórmula                    | Otávio          |                                 |               |
| 2018 | Lia                          | Simeão          |                                 |               |
| 2019 | Éramos Seis                  | Elias Al-Fashi  |                                 | [ 24 ]        |
| 2021 | Gênesis                      | Labão           |                                 |               |
| 2022 | Sob Pressão                  | Rodrigo         | Episódio: "12"                  |               |